# Алессандру Гевара
Алессандру Гевара (порт. Alessandro Guevara; нар. 29 червня 1974) — колишній бразильський тенісист.
Найвищу одиночну позицію світового рейтингу — 592 місце досяг 25 лютого 2002, парну — 211 місце — 30 вересня 2002 року.

## Титули Челленджер/Ф'ючерс

### Одиночний розряд
| Легенда         |
| --------------- |
| ITF Ф'ючерс (1) |

| Ранг | Дата     | Турнір                 | Рівень  | Покриття | Суперник    | Рахунок       |
| ---- | -------- | ---------------------- | ------- | -------- | ----------- | ------------- |
| 1.   | Лис 2001 | Бразилія F9, Форталеза | Ф'ючерс | Тверде   | Жуліо Сілва | 6–4, 1–6, 6–3 |

### Парний розряд
| Легенда            |
| ------------------ |
| ATP Челленджер (1) |
| ITF Ф'ючерс (2)    |

| Ранг | Дата     | Турнір                                | Рівень     | Покриття | Партнер                  | Суперники                           | Рахунок       |
| ---- | -------- | ------------------------------------- | ---------- | -------- | ------------------------ | ----------------------------------- | ------------- |
| 1.   | Лис 2001 | Бразилія F9, Форталеза                | Ф'ючерс    | Тверде   | Родрігу Рібейру          | Андрес Дельяторре Хуан-Феліпе Яньєс | 6–4, 6–4      |
| 1.   | Сер 2002 | Gramado Challenger, Грамаду, Бразилія | Челленджер | Тверде   | Деян Петрович (тенісист) | Денис Голованов Майкл Джойс         | 3–6, 7–5, 6–2 |
| 2.   | Сер 2002 | Бразилія F1, Сан-Паулу                | Ф'ючерс    | Ґрунт    | Педру Брага              | Марсело Мело Бруно Соарес           | 6–3, 7–5      |